# 昏果岛特区
昏果岛特区（越南语：／）是越南广治省下辖的一个特区，位于昏果岛。

## 名稱
昏果島特区得名于昏果島。阮朝時，昏果島的漢文名是“草嶼”，越南語名為Cồn Cỏ、Hòn Cỏ、Con Cọp、Hòn Mệ，“Hòn”、“Cồn”都是“島嶼”的意思，“昏果”是“Hòn Cỏ”的音譯，“Con Cọp”又譯作“老虎島”。

## 地理
昏果岛县位于南中国海，面积2.3平方千米，2020年总人口500人。

## 历史
2004年10月1日，以永灵县永光社昏果岛析置昏果岛县。
2025年，廣治省诸县均被废除，昏果島县改制为與社、坊同级别的特区。

## 行政区划
昏果岛县不辖社级行政单位，直接管辖各村，县莅寄治东河市第三坊。